# Олимпио Вима
„Олимпио Вима (на гръцки: Ολύμπιο Βήμα, в превод Олимпийска стъпка) е гръцки всекидневен вестник, издаван в Катерини.
Вестникът е основан в 1973 година и се печата в Солун, докато не става собственост на Йоанис Коромилис. Той е първият вестник по времето на диктатурата на полковниците. Основан е от Кирякос Цобанопулос, журналист в закрития в 1973 година „Пиерикос Типос“. Първоначално се публикува веднъж седмично, а след година и половина става всекидневник. Вестникът публикува статии на политически, икономически, спортни и културни теми.